# La sete del potere
La sete del potere (Executive Suite) è un film del 1954 diretto da Robert Wise. È ispirato al romanzo omonimo di Cameron Hawley.

## Trama

William Holden in una scena

Dopo la morte del proprietario di un mobilificio, i 5 vice-presidenti iniziano a darsi battaglia per assicurarsi la successione. Sarà Don Walling, il più onesto di loro, ad avere la meglio puntando sulla qualità del prodotto come mezzo più efficace per continuare ad essere competitivi.

## Riconoscimenti
- Premi Oscar 1955: 4 candidature
- Nel 1954 il National Board of Review of Motion Pictures l'ha inserito nella lista dei migliori dieci film dell'anno e ha premiato Nina Foch come miglior attrice non protagonista.